# Svartkobban, Kristinestad
Svartkobban är en ö i Finland. Den ligger i Bottenhavet och i kommunen Kristinestad i landskapet Österbotten, i den västra delen av landet. Ön ligger omkring 100 kilometer söder om Vasa och omkring 300 kilometer nordväst om Helsingfors.
Öns area är 1 hektar och dess största längd är 200 meter i nord-sydlig riktning. Runt Svartkobban är det glesbefolkat, med 11 invånare per kvadratkilometer. Närmaste större samhälle är Kristinestad, 7,1 km norr om Svartkobban.